# 穗城會館
穗城会馆，当地称为天后庙（越南语：／），穗城為廣州市的別稱，穗城會館由移居越南的广东籍华人于19世纪建造，位于越南胡志明市堤岸的阮廌街，内奉被中国东南沿海人供奉为海神的妈祖。